# (1323) Tugela
(1323) Tugela est un astéroïde de la ceinture principale extérieure découvert le 19 mai 1934 par l'astronome sud-africain Cyril V. Jackson. Il tire son nom du fleuve Tugela.

## Historique
Le lieu de découverte, par l'astronome sud-africain Cyril V. Jackson, est Johannesburg (UO).
Sa désignation provisoire, lors de sa découverte le 19 mai 1934, était 1934 LD.